# Сека (порноактриса)
Сека (англ. Seka; урожд. Дороти Паттон, англ. Dorothea Patton; 15 апреля 1954, Радфорд, Виргиния) — американская порноактриса.

## Карьера
Доротея H. Паттон родилась и выросла в городе Радфорд, штат Виргиния. Она училась в средней школе в Хопуэлл, где, как подросток, она выиграла несколько конкурсов красоты, в том числе «Мисс высшая школа Хопуэлла» и «Мисс Саутсайд Вирджинии». Под влиянием Кена Юнтца, своего приятеля, она обнажалась для нескольких журналов для взрослых в 1970-х годах, пока не переехала в Лас-Вегас. Находясь там, она также обнажалась для журналов, пока в конечном итоге не вернулась в Вирджинию. Там ей предложили сняться в первом порнографическом фильме в Балтиморе, когда она была ещё подростком. Паттон и Кен Юнтц впоследствии переехали в Лос-Анджелес, где она посвятила себя карьере в порно, первоначально используя псевдоним «Sweet Alice», а также «Линда Грассер».
В конце концов она приняла псевдоним Сека, женщины дилера из Лас-Вегаса, которую она знала. Она снялась в главных ролях в более чем 200 взрослых видео с перерывом в 1982 году, когда она перестала сниматься в порнографических фильмах, утверждая, что «они не платят ей столько, сколько она хочет». Впоследствии она также признала, что эпидемия ВИЧ в середине 1980-х способствовала её решению, чтобы избежать сцен жесткого секса («Вот почему я не снимаюсь больше в фильмах… Мне нравится жить»). К началу 90-х она вернулась в порноиндустрию, чтобы выступить в нескольких заключительных фильмах.
Джеми Гиллис, который снимался с Секой много раз, считал, что это было «больше чем порно», и называл Секу «белой королевой трэша». Сама Сека называла своими любимыми экранными партнерами среди мужчин Джона Холмса, Майка Рейнджера, Пола Томаса и Джеми Гиллиса. Из женщин ею были выделены Вероника Харт, Джульет Андерсон, Кей Паркер и Кандида Ройэлл.

## Уход на пенсию

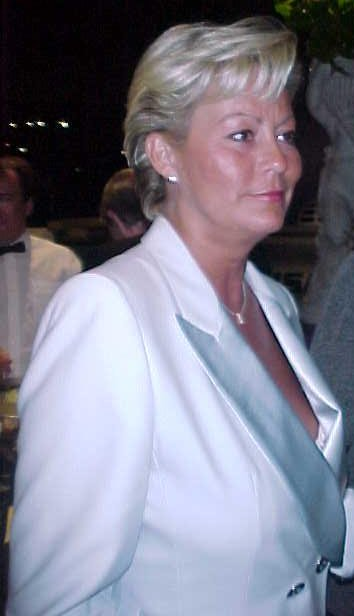
Сека на 13-м ежегодном вечере Free Speech Coalition 29 июля 2000 года

В 1997 году в Чикаго состоялся первый выход в радиоэфир ток-шоу с Секой «Поговорим о сексе», выходившим по субботам с 10 вечера до 2 утра на частоте 97.9 FM. Оно продолжалось около трёх лет. Пять лет спустя она была в центре внимания документального фильма «Отчаянно ищу Секу». В этом фильме шведские кинематографисты Холлман и Магнус Паулссон ищут порнолегенды, чтобы взять у них интервью. С момента своего завершения фильм гастролировал на международных кинофестивалях и позже стал доступен на DVD.
В 2005 году Сека переехала из Чикаго в Канзас-Сити. В феврале 2007 года она дала интервью в канзасской альтернативной еженедельной газете Pitch, где заявила, что теперь на её веб-сайте доступна её первая хардкор сцена в 15-летнем возрасте.

## Избранная фильмография
- 1978. Teenage Desires (footage from 1974).
- 1980. Rocking With Seka.
- 1980. Inside Seka.
- 1980. The Seduction Of Cindy.
- 1981. Exhausted: John C. Holmes, the Real Story.
- 1985. Blond Heat.
- 1987. Careful, He May Be Watching.
- 1993. American Garter.
- 2002. Desperately Seeking Seka.

## Награды
- Зал славы AVN[1]
- Зал славы XRCO[2]
- Зал славы Legends of Erotica[3]